# Кофун (захоронение)
См. также Период Кофун
Кофун (яп. 古墳, старый курган) — тип древних могильных курганов в Японии.

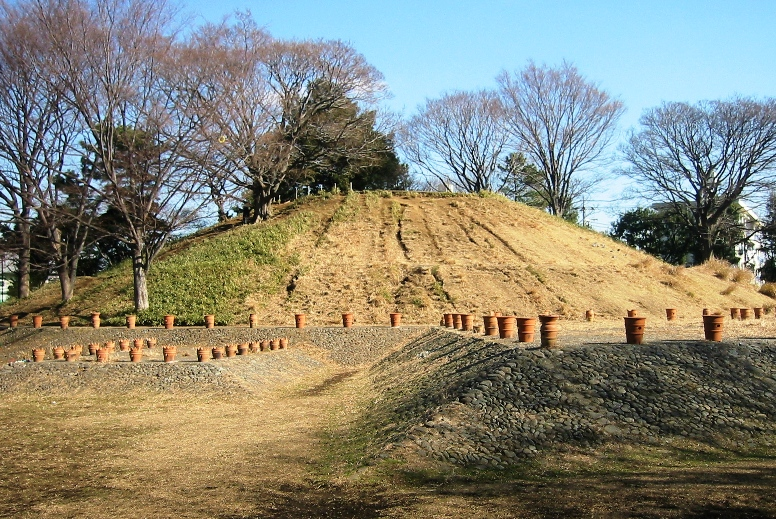

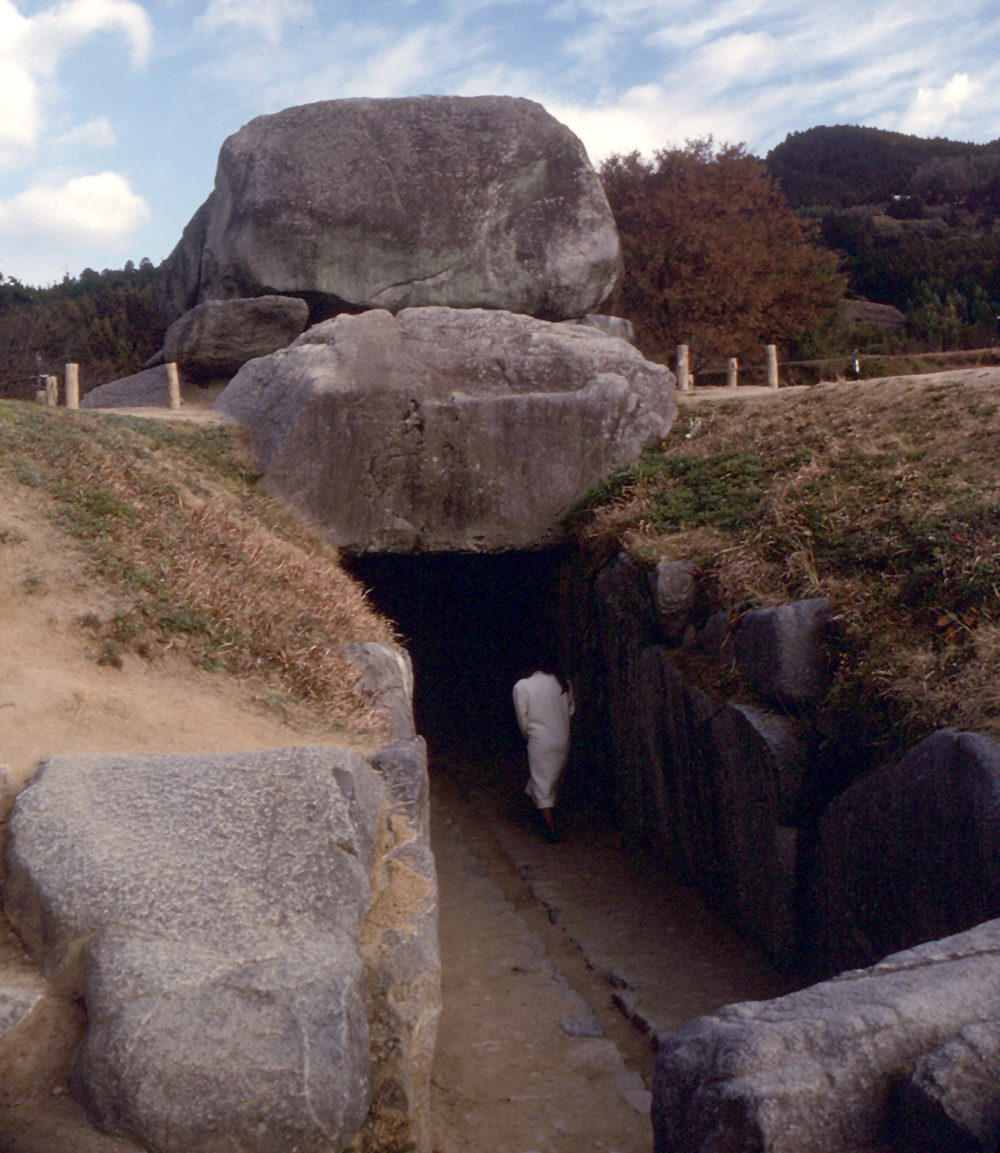

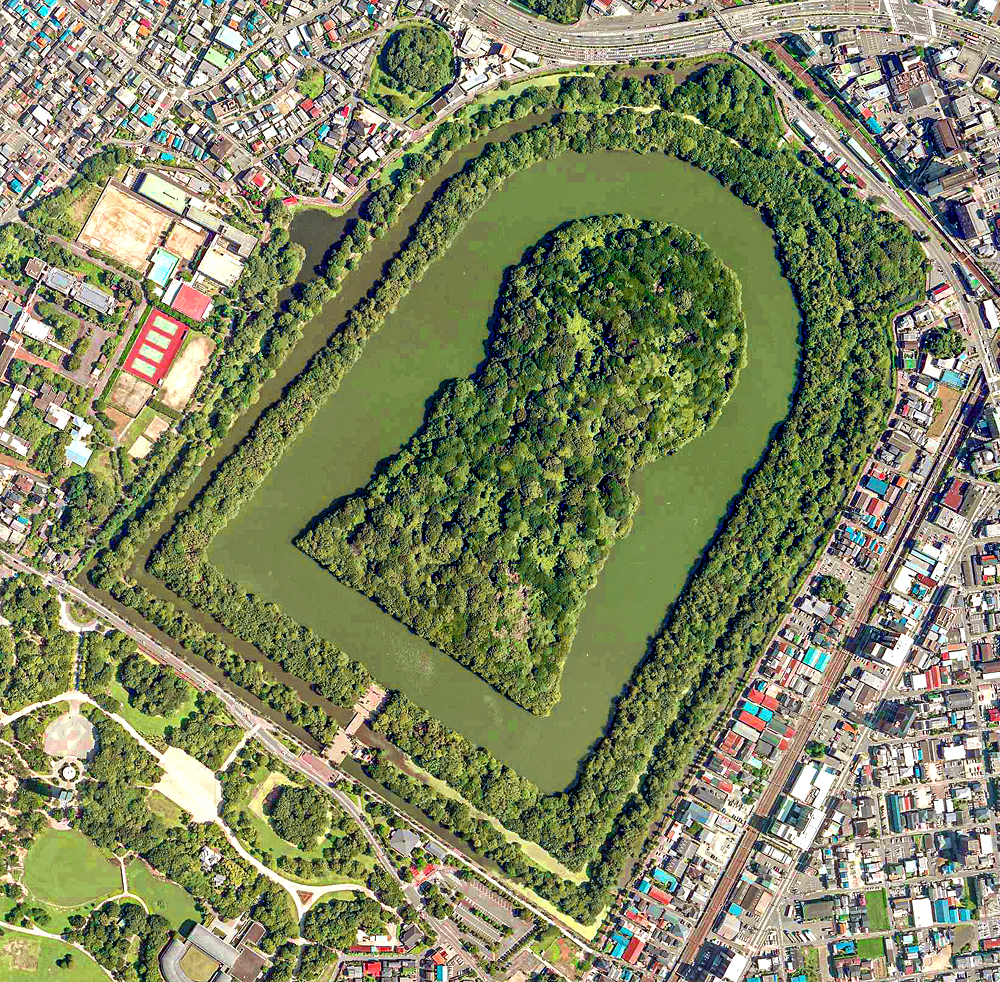
Курган императора Нинтоку, V век

Японский кофун ведёт своё происхождение от древних захоронений Китая. Название кофун носят также мегалитические захоронения, например Исибутай-кофун. В узком же смысле кофун — это захоронение частично вытянутой формы, распространённое в Японии между 2-й половиной III века до н. э. и первой половиной VII века н. э. От этого термина происходит название периода Кофун (300—538 гг.), являющегося частью периода Ямато в истории Японии. Как уже было указано, прообраз японских кофун возник в Древнем Китае. Подобные гробницы встречаются также в Корее. К концу марта 2001 года в Японии было обнаружено 161.560 гробниц кофун, причём наибольшее число из них — в префектурах Хёго, Тиба, Тоттори, Фукуока и Киото.
Могильные холмы у кофуна могут быть различной формы. Самые древние из них — полукруглые, встречаются также прямоугольные и квадратные; наиболее распространённые — в виде замочной скважины. В последних могильная камера находится в круглом «отверстии» ключа, расширяющаяся «бородка» ориентирована на юг или восток. Курганы поделены отрезками, так называемыми «ступенями», уходящими от основания кофун к вершине холма. Кофун в 1-2 ступени принадлежал обычно представителям местной аристократии, начиная от 3-х ступеней возводились уже императорские кофун. Гробница императора Нинтоку имеет 7 ступеней.
У образца имперского периода Kofun JpIw32 (1347—1409 л. н.) определили митохондриальную гаплогруппу B5a2a1b и Y-хромосомную гаплогруппу O3a2c. У образца JpIw31 (1303—1377 л. н.) определили митохондриальную гаплогруппу D5c1a, у образца JpIw33 (1295—1355 л. н.) — митохондриальную гаплогруппу M7b1a1a1.
Императорские кофун остаются и по сегодняшний день неисследованными, так как в Японии они рассматриваются не как памятники культуры, а как частные захоронения. Незначительные по объёму научные работы разрешается проводить лишь при реставрационных работах.